# Winfried Hagenmaier
Winfried Hagenmaier (* 13. März 1936 in Friedrichshafen) ist ein deutscher Bibliothekar.

## Leben
Winfried Hagenmaier studierte nach seiner Reifeprüfung am Graf-Zeppelin-Gymnasium in Friedrichshafen ab 1955 Geschichte, Katholische Theologie und Romanistik an den Universitäten in Tübingen, Berlin und Freiburg, dort legte er 1961 das Staatsexamen für das höhere Lehramt ab und promovierte 1968 bei Clemens Bauer. Ab 1962 war Hagenmaier als Fachredakteur für Geschichte beim Herder-Verlag in Freiburg tätig. Seit 1969 arbeitete er als wissenschaftlicher Mitarbeiter an der Universitätsbibliothek Freiburg, 1974 begann er dort als Bibliotheksreferendar die Ausbildung für den höheren Bibliotheksdienst, die er 1975 mit der Fachprüfung am Bibliothekar-Lehrinstitut des Landes Nordrhein-Westfalen abschloss. Bis zum Eintritt in den Ruhestand im Jahre 2001 war er dann wieder an der Universitätsbibliothek Freiburg tätig und leitete dort die Handschriftenabteilung. In dieser Funktion war er unter anderem für die Katalogisierung der Handschriftenbestände dieser Bibliothek zuständig.

## Schriften
- Das Verhältnis der Universität Freiburg i. Br. zur Reformation. Untersuchungen über das Verhalten der Universität und die Einstellung einzelner Professoren und Studenten gegenüber der reformatorischen Bewegung in den Jahren 1517–1530. Dissertation Universität Freiburg 1968.
- Die lateinischen mittelalterlichen Handschriften der Universitätsbibliothek Freiburg im Breisgau. Zwei Teile (= Kataloge der Universitätsbibliothek Freiburg im Breisgau, Bd. 1). Harrassowitz, Wiesbaden 1974/1980, ISBN 3-447-01618-3 und ISBN 3-447-02081-4.
- (mit Maria Hagenmaier): Herder-Lexikon Geschichte. Zwei Bände. 2. Aufl. Herder, Freiburg 1979/1981, ISBN 3-451-17375-1 und ISBN 3-451-17376-X.
- Johann Leonhard Hug (1765–1846) als Handschriftensammler.  Die von ihm erworbenen und der Universitätsbibliothek Freiburg i. Br. vermachten Handschriften im Spiegel seiner Forschungs- und Interessengebiete. In: Freiburger Diözesan-Archiv, Bd. 100 (1980), S. 487–500.
- (Bearb.): Ploetz Geschichtslexikon. Weltgeschichte von A bis Z. Ploetz, Freiburg 1986, ISBN 3-87640-250-6.
- Die deutschen mittelalterlichen Handschriften der Universitätsbibliothek und die mittelalterlichen Handschriften anderer öffentlicher Sammlungen in Freiburg im Breisgau und Umgebung. Harrassowitz, Wiesbaden 1988, ISBN 3-447-02690-1.
- Die datierten Handschriften der Universitätsbibliothek und anderer öffentlicher Sammlungen in Freiburg im Breisgau und Umgebung (= Datierte Handschriften in Bibliotheken der Bundesrepublik Deutschland, Bd. 2). Hiersemann, Stuttgart 1989, ISBN 3-7772-8927-2.
- Die abendländischen neuzeitlichen Handschriften der Universitätsbibliothek Freiburg im Breisgau (= Schriften der Universitätsbibliothek Freiburg im Breisgau, Bd. 21). Universitätsbibliothek Freiburg 1996, ISBN 3-928969-06-4.
- Das Einhorn. Eine Spurensuche durch die Jahrtausende. Eulen-Verlag, München 2003, ISBN 3-89102-468-1.